# Adam Kiełbiński
Adam Karol Kiełbiński (ur. 24 grudnia 1886 w Kawsku, zm. wiosną 1940 w Katyniu) – pułkownik audytor Wojska Polskiego, działacz niepodległościowy, ofiara zbrodni katyńskiej.

## Życiorys
Syn Jana i Jarosławy z Kalińskich. Ukończył studia prawnicze na Wydziale Prawa Uniwersytetu Franciszkańskiego we Lwowie i na Wydziale Prawa Uniwersytetu Wiedeńskiego w Wiedniu. W czasie I wojny światowej walczył w szeregach Legionów Polskich i Polskiego Korpusu Posiłkowego. Był oficerem 2 pułku piechoty. 14 maja 1915, po ukończeniu Szkoły Podchorążych Legionów Polskich „ze stopniem dobrym”, został mianowany aspirantem oficerskim w randze tytularnego sierżanta z poborami plutonowego. 15 grudnia 1915 awansował na chorążego, a 1 listopada 1916 na podporucznika piechoty.
31 października 1918 reskryptem Rady Regencyjnej został przyjęty do Wojska Polskiego z zatwierdzeniem posiadanego stopnia podporucznika. 6 listopada 1918 Rada Regencyjna mianowała go kapitanem audytorem, a szef Sztabu Generalnego, gen. dyw. Tadeusz Rozwadowski przydzielił do Okręgu Generalnego Lubelskiego i powierzył tymczasowo kierownictwo Sądu i stanowisko referenta prawnego Dowództwa Okręgu Generalnego Lubelskiego. 1 czerwca 1921 pełnił służbę w Najwyższym Sądzie Wojskowym w Warszawie, pozostając na ewidencji Oddziału VI Prawnego Ministerstwa Spraw Wojskowych. 3 maja 1922 został zweryfikowany w stopniu podpułkownika ze starszeństwem z 1 czerwca 1919 i 12. lokatą w korpusie oficerów sądowych, a jego oddziałem macierzystym był wówczas Departament Sprawiedliwości Ministerstwa Spraw Wojskowych. W latach 1923–1924 pełnił służbę na stanowisku sędziego orzekającego w Wojskowym Sądzie Okręgowym Nr VII w Poznaniu. W lutym tego roku przewodniczył rozprawie o zabójstwo porucznika rezerwy Zdzisława Bilażewskiego.
16 marca 1927 awansował na pułkownika ze starszeństwem z dniem 1 stycznia 1927 roku i 2. lokatą w korpusie oficerów sądowych. W 1928 roku był prokuratorem przy Wojskowym Sądzie Okręgowym Nr VII w Poznaniu. 7 stycznia 1931 został mianowany sędzią Najwyższego Sądu Wojskowego w Warszawie. 31 sierpnia 1935 prezydent RP Ignacy Mościcki zwolnił go ze stanowiska sędziego Najwyższego Sądu Wojskowego i mianował prokuratorem przy Najwyższym Sądzie Wojskowym, a minister spraw wojskowych przeniósł do Prokuratury przy Najwyższym Sądzie Wojskowym na stanowisko prokuratora. Na tym stanowisku pozostał do 1939.
Autor artykułów o tematyce prawnej. Czynny również na polu literackim i muzycznym. Żonaty z Józefą, z którą miał dwoje dzieci: syna Jerzego i córkę Marię.

W czasie kampanii wrześniowej 1939 po agresji ZSRR na Polskę aresztowany przez Sowietów, po czym przetrzymywany w obozie w Kozielsku. Na wiosnę 1940 został przetransportowany do Katynia i rozstrzelany przez funkcjonariuszy Obwodowego Zarządu NKWD w Smoleńsku oraz pracowników NKWD przybyłych z Moskwy na mocy decyzji Biura Politycznego KC WKP(b) z 5 marca 1940. W 1943 jego ciało zostało zidentyfikowane pod numerem 2092 w toku ekshumacji prowadzonych przez Niemców (dosł. określony jako „Kilbinski Adam”; przy zwłokach zostały znalezione karta szczepień, list, pocztówki, baretka). Pochowano go na terenie obecnego Polskiego Cmentarza Wojennego w Katyniu, który został oficjalnie otwarty 28 lipca 2000.
Postanowieniem nr 112-48-07 prezydenta RP Lecha Kaczyńskiego z 5 października 2007 został awansowany pośmiertnie do stopnia generała brygady. Awans został ogłoszony 9 listopada 2007 w Warszawie, w trakcie uroczystości „Katyń Pamiętamy – Uczcijmy Pamięć Bohaterów”.

## Ordery i odznaczenia
- Krzyż Niepodległości (6 czerwca 1931)[25]
- Krzyż Oficerski Orderu Odrodzenia Polski (11 listopada 1935)[26]
- Krzyż Walecznych (czterokrotnie)[27]
- Złoty Krzyż Zasługi (dwukrotnie: 10 listopada 1928[28], 25 maja 1939[29])
- Medal Pamiątkowy za Wojnę 1918–1921[27]
- Medal Dziesięciolecia Odzyskanej Niepodległości[27]
- Odznaka za Rany i Kontuzje[27]
- Odznaka pamiątkowa 54 pułku piechoty[27]
- Medal Zwycięstwa („Médaille Interalliée”)[27]

## Upamiętnienie
W ramach akcji „Katyń... pamiętamy” / „Katyń... Ocalić od zapomnienia” w Myśliborzu został zasadzony Dąb Pamięci upamiętniający Adama Kiełbińskiego.